# Углиська
Углиська (словац. Uhliská) — село, громада округу Левіце, Нітранський край. Кадастрова площа громади — 14.1 км².
Населення 184 особи (станом на 31 грудня 2018 року).

## Історія
Углиська згадуються 1554 року.

## Географія
Протікає Руднянський потік.

## Населення
| Рік:            | 1994. | 2004.   | 2014.    | 2024.   |
| --------------- | ----- | ------- | -------- | ------- |
| Кількість осіб: | 247   | 223     | 182      | 186     |
| Різниця:        |       | -9,71 % | -18,38 % | +2,19 % |

| Рік:            | 2023. | 2024.   |
| --------------- | ----- | ------- |
| Кількість осіб: | 197   | 186     |
| Різниця:        |       | -5,58 % |